# Deense selecties op internationale voetbaltoernooien
Dit is een overzichtspagina met de selecties van het Deens voetbalelftal die deelnamen aan de grote internationale voetbaltoernooien.

## Olympische Spelen 1908
- Resultaat:  zilveren medaille

data corresponderend met situatie voorafgaand aan toernooi
| №                 | Naam                  | Geboortedatum | Caps | Goals | Club                 | Duels | Goal | Kreeg geel | Kreeg voor de tweede keer geel en dus rood | Weggestuurd |
| Doel              | Doel                  | Doel          | Doel | Doel  | Doel                 | Doel  | Doel | Doel       | Doel                                       | Doel        |
| ----------------- | --------------------- | ------------- | ---- | ----- | -------------------- | ----- | ---- | ---------- | ------------------------------------------ | ----------- |
|                   | Ludwig Drescher       | 21/07/1881    | 0    | 0     | Kjøbenhavns Boldklub | 3     | 0    | –          | –                                          | –           |
| Verdediging       |                       |               |      |       |                      |       |      |            |                                            |             |
|                   | Charles Buchwald      | 22/10/1880    | 0    | 0     | Akademisk BK         | 3     | 0    | –          | –                                          | –           |
|                   | Harald Hansen         | 14/03/1884    | 0    | 0     | Boldklubben 1893     | 3     | 0    | –          | –                                          | –           |
| Middenveld        |                       |               |      |       |                      |       |      |            |                                            |             |
|                   | Harald Bohr           | 22/04/1887    | 0    | 0     | Akademisk BK         | 3     | 2    | –          | –                                          | –           |
|                   | Kristian Middelboe    | 24/03/1881    | 0    | 0     | Kjøbenhavns Boldklub | 3     | 0    | –          | –                                          | –           |
|                   | Nils Middelboe        | 05/10/1887    | 0    | 0     | Kjøbenhavns Boldklub | 3     | 3    | –          | –                                          | –           |
|                   | Oskar Nielsen-Nørland | 04/10/1882    | 0    | 0     | Kjøbenhavns Boldklub | 2     | 0    | –          | –                                          | –           |
| Aanval            |                       |               |      |       |                      |       |      |            |                                            |             |
|                   | August Lindgren       | 01/08/1883    | 0    | 0     | Boldklubben 1893     | 3     | 2    | –          | –                                          | –           |
|                   | Sophus Nielsen        | 15/03/1888    | 0    | 0     | BK Frem              | 3     | 11   | –          | –                                          | –           |
|                   | Vilhelm Wolfhagen     | 11/11/1889    | 0    | 0     | Kjøbenhavns Boldklub | 3     | 8    | –          | –                                          | –           |
|                   | Bjørn Rasmussen       | 19/05/1885    | 0    | 0     | Kjøbenhavns Boldklub | 2     | 0    | –          | –                                          | –           |
|                   | Peter Marius Andersen | 25/04/1885    | 0    | 0     | BK Frem              | 1     | 0    | –          | –                                          | –           |
|                   | Johannes Gandil       | 21/05/1873    | 0    | 0     | Boldklubben 1893     | 1     | 0    | –          | –                                          | –           |
| Reservespelers    |                       |               |      |       |                      |       |      |            |                                            |             |
|                   | Magnus Beck           |               | 0    | 0     | Boldklubben 1893     | 0     | 0    | –          | –                                          | –           |
|                   | Ødbert Bjarnholt      | 24/12/1885    | 0    | 0     | BK Frem              | 0     | 0    | –          | –                                          | –           |
|                   | Knud Hansen           |               | 0    | 0     | BK Olympia           | 0     | 0    | –          | –                                          | –           |
|                   | Einar Middelboe       | 25/09/1883    | 0    | 0     | Kjøbenhavns Boldklub | 0     | 0    | –          | –                                          | –           |
| Bondscoach        |                       |               |      |       |                      |       |      |            |                                            |             |
| Vlag van Engeland | Charles Williams      | 19/11/1873    |      |       |                      |       |      |            |                                            |             |

## Olympische Spelen 1912
- Resultaat:  zilveren medaille

data corresponderend met situatie voorafgaand aan toernooi
| №              | Naam                   | Geboortedatum | Caps | Goals | Club                 | Duels | Goal | Kreeg geel | Kreeg voor de tweede keer geel en dus rood | Weggestuurd |
| Doel           | Doel                   | Doel          | Doel | Doel  | Doel                 | Doel  | Doel | Doel       | Doel                                       | Doel        |
| -------------- | ---------------------- | ------------- | ---- | ----- | -------------------- | ----- | ---- | ---------- | ------------------------------------------ | ----------- |
|                | Sophus Hansen          | 16/11/1889    | 1    | 0     | BK Frem              | 3     | 0    | –          | –                                          | –           |
| Verdediging    |                        |               |      |       |                      |       |      |            |                                            |             |
|                | Charles Buchwald       | 22/10/1880    | 4    | 0     | Akademisk BK         | 3     | 0    | –          | –                                          | –           |
|                | Harald Hansen          | 14/03/1884    | 4    | 0     | Boldklubben 1893     | 3     | 0    | –          | –                                          | –           |
|                | Nils Middelboe         | 05/10/1887    | 5    | 3     | Kjøbenhavns Boldklub | 3     | 1    | –          | –                                          | –           |
| Middenveld     |                        |               |      |       |                      |       |      |            |                                            |             |
|                | Emil Jørgensen         | 07/02/1882    | 1    | 0     | Boldklubben 1893     | 2     | 1    | –          | –                                          | –           |
|                | Paul Berth             | 07/04/1890    | 1    | 0     | Akademisk BK         | 3     | 0    | –          | –                                          | –           |
|                | Oskar Nielsen-Nørland  | 04/10/1882    | 3    | 0     | Kjøbenhavns Boldklub | 2     | 0    | –          | –                                          | –           |
|                | Ivar Lykke             | 07/03/1889    | 1    | 0     | Kjøbenhavns Boldklub | 1     | 0    | –          | –                                          | –           |
| Aanval         |                        |               |      |       |                      |       |      |            |                                            |             |
|                | Sophus Nielsen         | 15/03/1888    | 5    | 11    | BK Frem              | 3     | 2    | –          | –                                          | –           |
|                | Hjalmar Christoffersen | 01/12/1889    | 0    | 0     | BK Frem              | 1     | 0    | –          | –                                          | –           |
|                | Vilhelm Wolfhagen      | 11/11/1889    | 4    | 9     | Kjøbenhavns Boldklub | 3     | 1    | –          | –                                          | –           |
|                | Poul Nielsen           | 25/12/1891    | 2    | 0     | Kjøbenhavns Boldklub | 1     | 0    | –          | –                                          | –           |
|                | Anthon Olsen           | 14/09/1889    | 0    | 0     | Boldklubben 1893     | 3     | 7    | –          | –                                          | –           |
|                | Axel Petersen          | 10/12/1887    | 1    | 0     | BK Frem              | 1     | 0    | –          | –                                          | –           |
|                | Axel Thufason          | 11/11/1889    | 1    | 0     | Boldklubben 1893     | 1     | 0    | –          | –                                          | –           |
| Reservespelers |                        |               |      |       |                      |       |      |            |                                            |             |
|                | Ludwig Drescher        | 21/07/1881    | 4    | 0     | Kjøbenhavns Boldklub | 0     | 0    | –          | –                                          | –           |
|                | Axel Dyrberg           | 09/11/1889    | 0    | 0     | Boldklubben 1893     | 0     | 0    | –          | –                                          | –           |
|                | Viggo Malmqvist        | 01/05/1892    | 0    | 0     | Boldklubben 1893     | 0     | 0    | –          | –                                          | –           |
|                | Christian Morville     | 03/12/1891    | 0    | 0     | Kjøbenhavns Boldklub | 0     | 0    | –          | –                                          | –           |
|                | Svend Aage Castella    | 15/03/1890    | 1    | 0     | Kjøbenhavns Boldklub | 0     | 0    | –          | –                                          | –           |

## Olympische Spelen 1920
- Resultaat: eerste ronde

## Olympische Spelen 1948
- Resultaat:  bronzen medaille

## Olympische Spelen 1952
- Resultaat: kwartfinale

## Olympische Spelen 1960
- Resultaat:  zilveren medaille

## EK-eindronde 1964
- Resultaat: vierde plaats

## Olympische Spelen 1972
- Resultaat: tweede ronde

data corresponderend met situatie voorafgaand aan toernooi
| №                   | Naam                | Geboortedatum | Caps | Goals | Club                 | Duels | Goal | Kreeg geel | Kreeg voor de tweede keer geel en dus rood | Weggestuurd |
| Doel                | Doel                | Doel          | Doel | Doel  | Doel                 | Doel  | Doel | Doel       | Doel                                       | Doel        |
| ------------------- | ------------------- | ------------- | ---- | ----- | -------------------- | ----- | ---- | ---------- | ------------------------------------------ | ----------- |
| 1                   | Mogens Therkildsen  | 15/03/1940    | 7    |       | Odense BK            | 6     | 0    | 0          | 0                                          | 0           |
| 18                  | Heinz Hildebrandt   | 13/02/1943    | 1    |       | Hvidovre IF          | 0     | 0    | 0          | 0                                          | 0           |
| 19                  | Valdemar Hansen     | 19/05/1946    | 1    |       | BK Frem              | 0     | 0    | 0          | 0                                          | 0           |
| Verdediging         |                     |               |      |       |                      |       |      |            |                                            |             |
| 2                   | Flemming Ahlberg    | 23/12/1946    | 5    |       | BK Frem              | 6     | 0    | 0          | 0                                          | 0           |
| 3                   | Svend Andresen      | 20/05/1950    | 16   |       | Boldklubben 1913     | 6     | 0    | 1          | 0                                          | 0           |
| 4                   | Per Røntved         | 27/01/1949    | 15   |       | Brønshøj BK          | 6     | 1    | 1          | 0                                          | 0           |
| 5                   | Jørgen Rasmussen    | 14/07/1945    | 15   |       | Randers Freja        | 6     | 0    | 0          | 0                                          | 0           |
| 12                  | Flemming Pedersen   | 02/09/1947    | 7    |       | Kjøbenhavns Boldklub | 1     | 0    | 0          | 0                                          | 0           |
| 13                  | Helge Vonsyld       | 18/10/1947    | 0    | 0     | Randers Freja        | 0     | 0    | 0          | 0                                          | 0           |
| Middenveld          |                     |               |      |       |                      |       |      |            |                                            |             |
| 6                   | Johann Ewald Hansen | 15/02/1944    | 6    |       | B1901                | 4     | 0    | 1          | 0                                          | 0           |
| 7                   | Jack Hansen         | 02/10/1947    | 5    |       | Boldklubben 1913     | 6     | 0    | 1          | 0                                          | 0           |
| 8                   | Kristen Nygaard     | 09/09/1949    | 14   |       | IF Fuglebakken       | 6     | 1    | 1          | 0                                          | 0           |
| 14                  | Sten Ziegler        | 30/05/1950    | 6    |       | Hvidovre IF          | 2     | 0    | 0          | 0                                          | 0           |
| 15                  | Max Rasmussen       | 11/12/1945    | 1    |       | Akademisk BK         | 4     | 0    | 0          | 0                                          | 0           |
| 16                  | Heino Hansen        | 24/09/1947    | 2    |       | Slagelse B&I         | 6     | 3    | 0          | 0                                          | 0           |
| Aanval              |                     |               |      |       |                      |       |      |            |                                            |             |
| 9                   | Allan Simonsen      | 15/12/1952    | 2    |       | Vejle BK             | 6     | 3    | 1          | 0                                          | 0           |
| 10                  | Jens Jørn Bertelsen | 15/02/1952    | 1    |       | AaB Aalborg          | 0     | 0    | 0          | 0                                          | 0           |
| 11                  | Leif Printzlau      | 16/12/1948    | 5    |       | BK Frem              | 2     | 1    | 0          | 0                                          | 0           |
| 17                  | Keld Bak            | 07/06/1944    | 7    |       | Næstved IF           | 6     | 2    | 0          | 0                                          | 0           |
| Bondscoach          |                     |               |      |       |                      |       |      |            |                                            |             |
| Vlag van Oostenrijk | Rudi Strittich      | 03/03/1922    |      |       |                      |       |      |            |                                            |             |

## EK-eindronde 1984
- Resultaat: halve finale

data corresponderend met situatie voorafgaand aan toernooi
| №                  | Naam                 | Geboortedatum | Caps | Goals | Club             | Duels | Goal | Kreeg geel | Kreeg voor de tweede keer geel en dus rood | Weggestuurd |
| Doel               | Doel                 | Doel          | Doel | Doel  | Doel             | Doel  | Doel | Doel       | Doel                                       | Doel        |
| ------------------ | -------------------- | ------------- | ---- | ----- | ---------------- | ----- | ---- | ---------- | ------------------------------------------ | ----------- |
| 1                  | Ole Kjær             | 16/08/1954    |      |       | Esbjerg fB       | 0     | 0    | 0          | 0                                          | 0           |
| 16                 | Troels Rasmussen     | 07/04/1961    | 8    | 0     | Aarhus GF        | 0     | 0    | 0          | 0                                          | 0           |
| 20                 | Ole Qvist            | 25/02/1950    | 25   | 0     | KB Kopenhagen    | 4     | 0    | 0          | 0                                          | 0           |
| Verdediging        |                      |               |      |       |                  |       |      |            |                                            |             |
| 2                  | Ole Rasmussen        | 19/03/1952    |      |       | Hertha BSC       | 2     | 0    | 0          | 0                                          | 0           |
| 3                  | Søren Busk           | 10/04/1953    |      |       | KAA Gent         | 4     | 0    | 0          | 0                                          | 0           |
| 4                  | Morten Olsen         | 14/08/1949    |      |       | RSC Anderlecht   | 4     | 0    | 0          | 0                                          | 0           |
| 5                  | Ivan Nielsen         | 09/10/1956    |      |       | Feyenoord        | 4     | 0    | 0          | 0                                          | 0           |
| 7                  | Jens Jørn Bertelsen  | 15/02/1952    |      |       | RFC Seraing      | 4     | 0    | 0          | 0                                          | 0           |
| 18                 | John Sivebæk         | 25/10/1961    |      |       | Vejle BK         | 3     | 0    | 0          | 0                                          | 0           |
| Middenveld         |                      |               |      |       |                  |       |      |            |                                            |             |
| 6                  | Søren Lerby          | 01/02/1958    |      |       | Bayern München   | 4     | 1    | 0          | 0                                          | 0           |
| 8                  | Jesper Olsen         | 20/03/1961    |      |       | AFC Ajax         | 2     | 0    | 2          | 0                                          | 0           |
| 11                 | Klaus Berggreen      | 03/02/1958    |      |       | Pisa             | 4     | 1    | 0          | 0                                          | 1           |
| 12                 | Jan Mølby            | 04/07/1963    |      |       | AFC Ajax         | 0     | 0    | 0          | 0                                          | 0           |
| 13                 | John Lauridsen       | 02/04/1959    |      |       | Espanyol         | 2     | 1    | 0          | 0                                          | 0           |
| 14                 | Michael Laudrup      | 15/06/1964    |      |       | Lazio Roma       | 4     | 0    | 0          | 0                                          | 0           |
| 15                 | Frank Arnesen        | 30/09/1956    |      |       | RSC Anderlecht   | 4     | 3    | 0          | 0                                          | 0           |
| Aanval             |                      |               |      |       |                  |       |      |            |                                            |             |
| 9                  | Allan Simonsen       | 15/12/1952    |      |       | Vejle BK         | 1     | 0    | 0          | 0                                          | 0           |
| 10                 | Preben Elkjær Larsen | 11/09/1957    |      |       | Sporting Lokeren | 4     | 2    | 0          | 0                                          | 0           |
| 17                 | Steen Thychosen      | 22/09/1958    |      |       | Vejle BK         | 0     | 0    | 0          | 0                                          | 0           |
| 19                 | Kenneth Brylle       | 22/05/1959    |      |       | RSC Anderlecht   | 2     | 1    | 0          | 0                                          | 0           |
| Bondscoach         |                      |               |      |       |                  |       |      |            |                                            |             |
| Vlag van Duitsland | Sepp Piontek         | 05/03/1940    |      |       |                  |       |      |            |                                            |             |

## WK-eindronde 1986
- Resultaat: tweede ronde

data corresponderend met situatie voorafgaand aan toernooi
| №                  | Naam                 | Geboortedatum | Caps | Goals | Club              | Duels | Goal | Kreeg geel | Kreeg voor de tweede keer geel en dus rood | Weggestuurd |
| Doel               | Doel                 | Doel          | Doel | Doel  | Doel              | Doel  | Doel | Doel       | Doel                                       | Doel        |
| ------------------ | -------------------- | ------------- | ---- | ----- | ----------------- | ----- | ---- | ---------- | ------------------------------------------ | ----------- |
| 1                  | Troels Rasmussen     | 07/04/1961    | 15   | 0     | Aarhus GF         | 2     | 0    | 0          | 0                                          | 0           |
| 16                 | Ole Qvist            | 25/02/1950    | 38   | 0     | KB Kopenhagen     | 0     | 0    | 0          | 0                                          | 0           |
| 22                 | Lars Høgh            | 14/01/1959    |      |       | Odense BK         | 2     | 0    | 0          | 0                                          | 0           |
| Verdediging        |                      |               |      |       |                   |       |      |            |                                            |             |
| 2                  | John Sivebæk         | 25/10/1961    |      |       | Manchester United | 2     | 0    | 0          | 0                                          | 0           |
| 3                  | Søren Busk           | 10/04/1953    |      |       | MVV               | 4     | 0    | 0          | 0                                          | 0           |
| 4                  | Morten Olsen         | 14/08/1949    |      |       | RSC Anderlecht    | 4     | 0    | 0          | 0                                          | 0           |
| 5                  | Ivan Nielsen         | 09/10/1956    |      |       | Feyenoord         | 3     | 0    | 1          | 0                                          | 0           |
| 12                 | Jens Jørn Bertelsen  | 15/02/1952    |      |       | FC Aarau          | 3     | 0    | 0          | 0                                          | 0           |
| 17                 | Kent Nielsen         | 28/12/1961    |      |       | Brøndby IF        | 0     | 0    | 0          | 0                                          | 0           |
| Middenveld         |                      |               |      |       |                   |       |      |            |                                            |             |
| 6                  | Søren Lerby          | 01/02/1958    |      |       | Bayern München    | 4     | 1    | 0          | 0                                          | 0           |
| 7                  | Jan Mølby            | 04/07/1963    |      |       | Liverpool         | 4     | 0    | 0          | 0                                          | 0           |
| 8                  | Jesper Olsen         | 20/03/1961    |      |       | Manchester United | 4     | 3    | 0          | 0                                          | 0           |
| 11                 | Michael Laudrup      | 15/06/1964    |      |       | Juventus          | 4     | 1    | 0          | 0                                          | 0           |
| 13                 | Per Frimann          | 03/02/1958    |      |       | RSC Anderlecht    | 0     | 0    | 0          | 0                                          | 0           |
| 15                 | Frank Arnesen        | 30/09/1956    |      |       | PSV               | 3     | 0    | 0          | 1                                          | 0           |
| 18                 | Flemming Christensen | 10/04/1958    |      |       | Lyngby BK         | 0     | 0    | 0          | 0                                          | 0           |
| 20                 | Jan Bartram          | 06/03/1962    |      |       | Aarhus GF         | 0     | 0    | 0          | 0                                          | 0           |
| 21                 | Henrik Andersen      | 07/05/1965    |      |       | RSC Anderlecht    | 3     | 0    | 1          | 0                                          | 0           |
| Aanval             |                      |               |      |       |                   |       |      |            |                                            |             |
| 9                  | Klaus Berggreen      | 03/02/1958    |      |       | Pisa              | 3     | 0    | 1          | 0                                          | 0           |
| 10                 | Preben Elkjær Larsen | 11/09/1957    |      |       | Hellas Verona     | 4     | 4    | 0          | 0                                          | 0           |
| 14                 | Allan Simonsen       | 15/12/1952    |      |       | Vejle BK          | 1     | 0    | 0          | 0                                          | 0           |
| 19                 | John Eriksen         | 20/11/1957    |      |       | Feyenoord         | 2     | 1    | 0          | 0                                          | 0           |
| Bondscoach         |                      |               |      |       |                   |       |      |            |                                            |             |
| Vlag van Duitsland | Sepp Piontek         | 05/03/1940    |      |       |                   |       |      |            |                                            |             |

## EK-eindronde 1988
- Resultaat: eerste ronde

| №                  | Naam                 | Geboortedatum | Caps | Goals | Club               | Duels | Goal | Kreeg geel | Kreeg voor de tweede keer geel en dus rood | Weggestuurd |
| Doel               | Doel                 | Doel          | Doel | Doel  | Doel               | Doel  | Doel | Doel       | Doel                                       | Doel        |
| ------------------ | -------------------- | ------------- | ---- | ----- | ------------------ | ----- | ---- | ---------- | ------------------------------------------ | ----------- |
| 1                  | Troels Rasmussen     | 07/04/1961    | 27   | 0     | Aarhus GF          | 1     | 0    | 0          | 0                                          | 0           |
| 16                 | Peter Schmeichel     | 18/11/1963    | 10   | 0     | Brøndby IF         | 2     | 0    | 0          | 0                                          | 0           |
| Verdediging        |                      |               |      |       |                    |       |      |            |                                            |             |
| 2                  | John Sivebæk         | 25/10/1961    |      |       | AS Saint-Étienne   | 2     | 0    | 0          | 0                                          | 0           |
| 3                  | Søren Busk           | 10/04/1953    |      |       | Wiener Sport-Club  | 1     | 0    | 0          | 0                                          | 0           |
| 4                  | Morten Olsen         | 14/08/1949    |      |       | 1. FC Köln         | 3     | 0    | 0          | 0                                          | 0           |
| 5                  | Ivan Nielsen         | 09/10/1956    |      |       | PSV                | 3     | 0    | 0          | 0                                          | 0           |
| 9                  | Jan Heintze          | 17/08/1963    |      |       | PSV                | 3     | 0    | 0          | 0                                          | 0           |
| 12                 | Lars Olsen           | 02/02/1961    |      |       | Brøndby IF         | 3     | 0    | 0          | 0                                          | 0           |
| Middenveld         |                      |               |      |       |                    |       |      |            |                                            |             |
| 6                  | Søren Lerby          | 01/02/1958    |      |       | PSV                | 2     | 0    | 0          | 0                                          | 0           |
| 7                  | John Helt            | 29/12/1959    |      |       | Lyngby BK          | 1     | 0    | 0          | 0                                          | 0           |
| 8                  | Per Frimann          | 04/06/1962    |      |       | RSC Anderlecht     | 1     | 0    | 0          | 0                                          | 0           |
| 11                 | Michael Laudrup      | 15/06/1964    |      |       | Juventus           | 3     | 1    | 1          | 0                                          | 0           |
| 13                 | John Jensen          | 03/05/1965    |      |       | Brøndby IF         | 2     | 0    | 0          | 0                                          | 0           |
| 14                 | Jesper Olsen         | 20/03/1961    |      |       | Manchester United  | 0     | 0    | 0          | 0                                          | 0           |
| 17                 | Klaus Berggreen      | 03/02/1958    |      |       | Torino             | 2     | 0    | 0          | 0                                          | 0           |
| 20                 | Kim Vilfort          | 06/03/1962    |      |       | Brøndby IF         | 2     | 0    | 0          | 0                                          | 0           |
| Aanval             |                      |               |      |       |                    |       |      |            |                                            |             |
| 10                 | Preben Elkjær Larsen | 11/09/1957    |      |       | Hellas Verona      | 2     | 0    | 1          | 0                                          | 0           |
| 15                 | Flemming Povlsen     | 03/12/1966    |      |       | 1. FC Köln         | 3     | 1    | 1          | 0                                          | 0           |
| 18                 | John Eriksen         | 20/11/1957    |      |       | Servette FC Genève | 2     | 0    | 0          | 0                                          | 0           |
| 19                 | Bjørn Kristensen     | 10/10/1963    |      |       | Aarhus GF          | 1     | 0    | 1          | 0                                          | 0           |
| Bondscoach         |                      |               |      |       |                    |       |      |            |                                            |             |
| Vlag van Duitsland | Sepp Piontek         | 05/03/1940    |      |       |                    |       |      |            |                                            |             |

## EK-eindronde 1992
- Resultaat: kampioen

| №                   | Naam                   | Geboortedatum | Caps | Goals | Club                     | Duels | Goal | Kreeg geel | Kreeg voor de tweede keer geel en dus rood | Weggestuurd |
| Doel                | Doel                   | Doel          | Doel | Doel  | Doel                     | Doel  | Doel | Doel       | Doel                                       | Doel        |
| ------------------- | ---------------------- | ------------- | ---- | ----- | ------------------------ | ----- | ---- | ---------- | ------------------------------------------ | ----------- |
| 1                   | Peter Schmeichel       | 18/11/1963    | 47   | 0     | Manchester United        | 5     | 0    | 0          | 0                                          | 0           |
| 16                  | Mogens Krogh           | 31/10/1963    |      |       | Brøndby IF               | 0     | 0    | 0          | 0                                          | 0           |
| Verdediging         |                        |               |      |       |                          |       |      |            |                                            |             |
| 2                   | John Sivebæk           | 25/10/1961    |      |       | AS Monaco                | 5     | 0    | 1          | 0                                          | 0           |
| 3                   | Kent Nielsen           | 28/12/1961    |      |       | Aarhus GF                | 4     | 0    | 0          | 0                                          | 0           |
| 4                   | Lars Olsen             | 02/02/1961    |      |       | Trabzonspor              | 5     | 0    | 0          | 0                                          | 0           |
| 6                   | Kim Christofte         | 24/08/1960    |      |       | Brøndby IF               | 5     | 0    | 0          | 0                                          | 0           |
| 12                  | Torben Piechnik        | 21/05/1963    |      |       | FC København             | 3     | 0    | 1          | 0                                          | 0           |
| 17                  | Claus Christiansen     | 19/10/1967    |      |       | Lyngby BK                | 2     | 0    | 0          | 0                                          | 0           |
| Middenveld          |                        |               |      |       |                          |       |      |            |                                            |             |
| 5                   | Henrik Andersen        | 07/05/1965    |      |       | 1. FC Köln               | 4     | 0    | 2          | 0                                          | 0           |
| 7                   | John Jensen            | 03/05/1965    |      |       | Brøndby IF               | 5     | 1    | 0          | 0                                          | 0           |
| 8                   | Johnny Mølby           | 04/02/1969    |      |       | FC Nantes                | 0     | 0    | 0          | 0                                          | 0           |
| 13                  | Henrik Larsen          | 17/05/1966    |      |       | Aalborg BK               | 4     | 3    | 0          | 0                                          | 0           |
| 18                  | Kim Vilfort            | 15/11/1962    |      |       | Brøndby IF               | 4     | 1    | 0          | 0                                          | 0           |
| 19                  | Peter Nielsen          | 03/06/1968    |      |       | Borussia Mönchengladbach | 0     | 0    | 0          | 0                                          | 0           |
| 20                  | Morten Bruun           | 28/06/1965    |      |       | Silkeborg IF             | 0     | 0    | 0          | 0                                          | 0           |
| Aanval              |                        |               |      |       |                          |       |      |            |                                            |             |
| 9                   | Flemming Povlsen       | 03/12/1966    |      |       | Borussia Dortmund        | 5     | 0    | 1          | 0                                          | 0           |
| 10                  | Lars Elstrup           | 24/03/1963    |      |       | Odense BK                | 2     | 1    | 0          | 0                                          | 0           |
| 11                  | Brian Laudrup          | 22/02/1969    |      |       | Bayern München           | 5     | 0    | 0          | 0                                          | 0           |
| 14                  | Torben Frank           | 16/06/1968    |      |       | Lyngby BK                | 2     | 0    | 1          | 0                                          | 0           |
| 15                  | Bent Christensen       | 04/01/1967    |      |       | FC Schalke 04            | 2     | 0    | 0          | 0                                          | 0           |
| Bondscoach          |                        |               |      |       |                          |       |      |            |                                            |             |
| Vlag van Denemarken | Richard Møller-Nielsen | 19/08/1937    |      |       |                          |       |      |            |                                            |             |

## Olympische Spelen 1992
- Resultaat: eerste ronde

data corresponderend met situatie voorafgaand aan toernooi
| №                   | Naam             | Geboortedatum | Caps | Goals | Club           | Duels | Goal | Kreeg geel | Kreeg voor de tweede keer geel en dus rood | Weggestuurd |
| Doel                | Doel             | Doel          | Doel | Doel  | Doel           | Doel  | Doel | Doel       | Doel                                       | Doel        |
| ------------------- | ---------------- | ------------- | ---- | ----- | -------------- | ----- | ---- | ---------- | ------------------------------------------ | ----------- |
| 1                   | Niels Jørgensen  | 24/01/1971    | 16   |       | Aalborg BK     | 3     | 0    | 0          | 0                                          | 0           |
| 16                  | Brian Flies      | 29/08/1969    | 0    |       | Næstved BK     | 0     | 0    | 0          | 0                                          | 0           |
| Verdediging         |                  |               |      |       |                |       |      |            |                                            |             |
| 2                   | Thomas Helveg    | 24/06/1971    | 0    |       | Odense BK      | 3     | 0    | 1          | 0                                          | 0           |
| 3                   | Jacob Laursen    | 06/10/1971    | 10   |       | Vejle Boldklub | 3     | 0    | 0          | 0                                          | 0           |
| 4                   | Claus Thomsen    | 31/05/1970    | 15   |       | AGF Aarhus     | 3     | 1    | 0          | 0                                          | 0           |
| 5                   | Peter Frank      | 26/03/1970    | 14   |       | BK Frem        | 2     | 0    | 0          | 0                                          | 0           |
| 12                  | Jens Risager     | 09/04/1971    | 2    |       | Brøndby IF     | 0     | 0    | 0          | 0                                          | 0           |
| Middenveld          |                  |               |      |       |                |       |      |            |                                            |             |
| 6                   | Jakob Kjeldbjerg | 21/10/1969    | 17   |       | Silkeborg IF   | 3     | 0    | 1          | 0                                          | 0           |
| 7                   | Jens Madsen      | 01/02/1970    | 18   |       | Brøndby IF     | 1     | 0    | 0          | 0                                          | 0           |
| 8                   | Ronnie Ekelund   | 21/08/1972    | 8    |       | Brøndby IF     | 2     | 0    | 0          | 0                                          | 0           |
| 10                  | Per Frandsen     | 06/02/1970    | 18   |       | Lille OSC      | 3     | 0    | 1          | 0                                          | 0           |
| 13                  | Stig Tøfting     | 14/08/1969    | 2    |       | AGF Aarhus     | 3     | 0    | 1          | 0                                          | 0           |
| 14                  | Lars Højer       | 08/12/1970    | 5    |       | FC Kopenhagen  | 3     | 0    | 0          | 0                                          | 0           |
| 15                  | Michael Hansen   | 22/09/1971    | 13   |       | Silkeborg IF   | 0     | 0    | 0          | 0                                          | 0           |
| 18                  | Michael Larsen   | 16/10/1969    | 5    |       | Silkeborg IF   | 2     | 0    | 0          | 0                                          | 0           |
| 20                  | Michael Johansen | 22/07/1972    | 3    |       | FC Kopenhagen  | 0     | 0    | 0          | 0                                          | 0           |
| Aanval              |                  |               |      |       |                |       |      |            |                                            |             |
| 9                   | Miklos Molnar    | 10/04/1970    | 18   |       | Servette FC    | 3     | 0    | 1          | 0                                          | 1           |
| 11                  | Peter Møller     | 23/03/1972    | 13   |       | Aalborg BK     | 3     | 0    | 0          | 0                                          | 0           |
| 17                  | Jens Madsen      | 20/04/1970    | 11   |       | Odense BK      | 1     | 0    | 0          | 0                                          | 0           |
| 19                  | Søren Andersen   | 31/01/1970    | 6    |       | AGF Aarhus     | 1     | 0    | 0          | 0                                          | 0           |
| Bondscoach          |                  |               |      |       |                |       |      |            |                                            |             |
| Vlag van Denemarken | Viggo Jensen     | 15/09/1947    |      |       |                |       |      |            |                                            |             |

## FIFA Confederations Cup 1995
- Resultaat: kampioen

data corresponderend met situatie voorafgaand aan toernooi
| №                   | Naam                   | Geboortedatum | Caps | Goals | Club            | Duels | Goal | Kreeg geel | Kreeg voor de tweede keer geel en dus rood | Weggestuurd |
| Doel                | Doel                   | Doel          | Doel | Doel  | Doel            | Doel  | Doel | Doel       | Doel                                       | Doel        |
| ------------------- | ---------------------- | ------------- | ---- | ----- | --------------- | ----- | ---- | ---------- | ------------------------------------------ | ----------- |
| 1                   | Peter Kjær             | 05/11/1965    |      |       | Silkeborg IF    | 0     | 0    | 0          | 0                                          | 0           |
| 16                  | Lars Høgh              | 14/01/1959    |      |       | Odense BK       | 2     | 0    | 0          | 0                                          | 0           |
| 20                  | Mogens Krogh           | 31/10/1963    |      |       | Brøndby IF      | 2     | 0    | 0          | 0                                          | 0           |
| Verdediging         |                        |               |      |       |                 |       |      |            |                                            |             |
| 2                   | Jakob Friis-Hansen     | 06/03/1967    |      |       | Lille OSC       | 2     | 0    | 1          | 0                                          | 0           |
| 3                   | Marc Rieper            | 05/06/1968    |      |       | West Ham United | 3     | 0    | 1          | 0                                          | 0           |
| 4                   | Jes Høgh               | 07/05/1966    |      |       | Aalborg BK      | 3     | 0    | 2          | 0                                          | 0           |
| 5                   | Jens Risager           | 09/04/1971    |      |       | Brøndby IF      | 3     | 0    | 0          | 0                                          | 0           |
| 6                   | Michael Schjønberg     | 19/01/1967    |      |       | Odense BK       | 2     | 0    | 0          | 0                                          | 0           |
| 12                  | Jacob Laursen          | 06/10/1971    |      |       | Silkeborg IF    | 3     | 0    | 0          | 0                                          | 0           |
| Middenveld          |                        |               |      |       |                 |       |      |            |                                            |             |
| 7                   | Brian Steen Nielsen    | 28/12/1968    |      |       | Fenerbahçe      | 3     | 0    | 0          | 0                                          | 0           |
| 8                   | Johnny Hansen          | 11/07/1966    |      |       | Odense BK       | 0     | 0    | 0          | 0                                          | 0           |
| 10                  | Michael Laudrup        | 15/06/1964    |      |       | Real Madrid     | 2     | 1    | 0          | 0                                          | 0           |
| 13                  | Jesper Kristensen      | 09/10/1971    |      |       | Brøndby IF      | 3     | 0    | 1          | 0                                          | 0           |
| 14                  | Morten Wieghorst       | 25/02/1971    |      |       | Dundee FC       | 2     | 1    | 0          | 0                                          | 0           |
| 15                  | Carsten Hemmingsen     | 18/12/1970    |      |       | Odense BK       | 1     | 0    | 0          | 0                                          | 0           |
| Aanval              |                        |               |      |       |                 |       |      |            |                                            |             |
| 9                   | Mark Strudal           | 29/04/1968    |      |       | Brøndby IF      | 1     | 0    | 0          | 0                                          | 0           |
| 11                  | Brian Laudrup          | 22/02/1969    |      |       | Glasgow Rangers | 3     | 1    | 0          | 0                                          | 0           |
| 17                  | Peter Rasmussen        | 16/05/1967    |      |       | Aalborg BK      | 3     | 2    | 0          | 0                                          | 0           |
| 18                  | Bo Hansen              | 16/06/1972    |      |       | Brøndby IF      | 1     | 0    | 0          | 0                                          | 0           |
| Bondscoach          |                        |               |      |       |                 |       |      |            |                                            |             |
| Vlag van Denemarken | Richard Møller Nielsen | 19/08/1937    |      |       |                 |       |      |            |                                            |             |

## EK-eindronde 1996
- Resultaat: eerste ronde

data corresponderend met situatie voorafgaand aan toernooi
| №                   | Naam                   | Geboortedatum | Caps | Goals | Club              | Duels | Goal | Kreeg geel | Kreeg voor de tweede keer geel en dus rood | Weggestuurd |
| Doel                | Doel                   | Doel          | Doel | Doel  | Doel              | Doel  | Doel | Doel       | Doel                                       | Doel        |
| ------------------- | ---------------------- | ------------- | ---- | ----- | ----------------- | ----- | ---- | ---------- | ------------------------------------------ | ----------- |
| 1                   | Peter Schmeichel       | 18/11/1963    | 84   | 0     | Manchester United | 3     | 0    | 0          | 0                                          | 0           |
| 16                  | Lars Høgh              | 14/01/1959    | 8    | 0     | Odense BK         | 0     | 0    | 0          | 0                                          | 0           |
| 22                  | Mogens Krogh           | 31/10/1963    | 5    | 0     | Brøndby IF        | 0     | 0    | 0          | 0                                          | 0           |
| Verdediging         |                        |               |      |       |                   |       |      |            |                                            |             |
| 3                   | Marc Rieper            | 05/06/1968    | 38   | 0     | West Ham United   | 3     | 0    | 0          | 0                                          | 0           |
| 4                   | Lars Olsen             | 02/02/1961    | 84   | 4     | Brøndby IF        | 0     | 0    | 0          | 0                                          | 0           |
| 5                   | Jes Høgh               | 07/05/1966    | 22   | 1     | Fenerbahçe        | 3     | 0    | 0          | 0                                          | 0           |
| 6                   | Michael Schjønberg     | 19/01/1967    | 13   | 2     | Odense BK         | 2     | 0    | 0          | 0                                          | 0           |
| 12                  | Torben Piechnik        | 21/05/1963    | 14   | 0     | Aarhus GF         | 1     | 0    | 0          | 0                                          | 0           |
| 14                  | Jens Risager           | 09/04/1971    | 12   | 0     | Brøndby IF        | 1     | 0    | 1          | 0                                          | 0           |
| 20                  | Jacob Laursen          | 06/10/1971    | 11   | 0     | Silkeborg IF      | 1     | 0    | 0          | 0                                          | 0           |
| Middenveld          |                        |               |      |       |                   |       |      |            |                                            |             |
| 2                   | Thomas Helveg          | 24/06/1971    | 13   | 1     | Udinese           | 3     | 0    | 2          | 0                                          | 0           |
| 7                   | Brian Steen Nielsen    | 18/12/1968    | 35   | 0     | Odense BK         | 3     | 0    | 0          | 0                                          | 0           |
| 8                   | Claus Thomsen          | 31/05/1970    | 6    | 0     | Ipswich Town      | 3     | 0    | 0          | 0                                          | 0           |
| 13                  | Henrik Larsen          | 17/05/1966    | 36   | 5     | Lyngby BK         | 3     | 0    | 1          | 0                                          | 0           |
| 17                  | Allan Nielsen          | 13/03/1971    | 3    | 1     | Brøndby IF        | 1     | 1    | 0          | 0                                          | 0           |
| 18                  | Kim Vilfort            | 15/11/1962    | 75   | 14    | Brøndby IF        | 2     | 0    | 0          | 0                                          | 0           |
| 19                  | Stig Tøfting           | 14/08/1969    | 2    | 0     | Aarhus GF         | 1     | 0    | 0          | 0                                          | 0           |
| Aanval              |                        |               |      |       |                   |       |      |            |                                            |             |
| 9                   | Mikkel Beck            | 13/05/1973    | 9    | 3     | Fortuna Köln      | 2     | 0    | 0          | 0                                          | 0           |
| 10                  | Michael Laudrup        | 15/06/1964    | 88   | 35    | Real Madrid       | 3     | 0    | 0          | 0                                          | 0           |
| 11                  | Brian Laudrup          | 22/02/1969    | 63   | 11    | Glasgow Rangers   | 3     | 3    | 0          | 0                                          | 0           |
| 15                  | Erik Bo Andersen       | 14/11/1970    | 5    | 0     | Glasgow Rangers   | 1     | 0    | 0          | 0                                          | 0           |
| 21                  | Søren Andersen         | 30/01/1970    | 2    | 0     | Aalborg BK        | 1     | 0    | 0          | 0                                          | 0           |
| Bondscoach          |                        |               |      |       |                   |       |      |            |                                            |             |
| Vlag van Denemarken | Richard Møller Nielsen | 19/08/1937    |      |       |                   |       |      |            |                                            |             |

## WK-eindronde 1998
- Resultaat: kwartfinale

data corresponderend met situatie voorafgaand aan toernooi
| №               | Naam               | Geboortedatum | Caps | Goals | Club                 | Duels | Goal | Kreeg geel | Kreeg voor de tweede keer geel en dus rood | Weggestuurd |
| Doel            | Doel               | Doel          | Doel | Doel  | Doel                 | Doel  | Doel | Doel       | Doel                                       | Doel        |
| --------------- | ------------------ | ------------- | ---- | ----- | -------------------- | ----- | ---- | ---------- | ------------------------------------------ | ----------- |
| 1               | Peter Schmeichel   | 18/11/1963    | 100  | 0     | Manchester United    | 5     | 0    | 1          | 0                                          | 0           |
| 16              | Mogens Krogh       | 31/10/1963    | 8    | 0     | Brøndby IF           | 0     | 0    | 0          | 0                                          | 0           |
| 22              | Peter Kjær         | 05/11/1965    | 0    | 0     | Silkeborg IF         | 0     | 0    | 0          | 0                                          | 0           |
| Verdediging     |                    |               |      |       |                      |       |      |            |                                            |             |
| 2               | Michael Schjønberg | 19/01/1967    | 28   | 3     | 1. FC Kaiserslautern | 4     | 0    | 1          | 0                                          | 0           |
| 3               | Marc Rieper        | 05/06/1968    | 53   | 1     | Celtic               | 5     | 2    | 1          | 0                                          | 0           |
| 4               | Jes Høgh           | 07/05/1966    | 37   | 1     | Fenerbahçe           | 5     | 0    | 1          | 0                                          | 0           |
| 5               | Jan Heintze        | 17/08/1963    | 39   | 1     | Bayer Leverkusen     | 5     | 0    | 0          | 0                                          | 0           |
| 12              | Søren Colding      | 02/09/1972    | 4    | 0     | Brøndby IF           | 5     | 0    | 2          | 0                                          | 0           |
| 13              | Jacob Laursen      | 06/10/1971    | 22   | 0     | Derby County         | 1     | 0    | 0          | 0                                          | 0           |
| 20              | René Henriksen     | 27/08/1969    | 2    | 0     | AB Kopenhagen        | 0     | 0    | 0          | 0                                          | 0           |
| Middenveld      |                    |               |      |       |                      |       |      |            |                                            |             |
| 6               | Thomas Helveg      | 24/06/1971    | 30   | 1     | Udinese              | 5     | 1    | 1          | 0                                          | 0           |
| 7               | Allan Nielsen      | 13/03/1971    | 18   | 5     | Tottenham Hotspur    | 5     | 1    | 1          | 0                                          | 0           |
| 8               | Per Frandsen       | 06/02/1972    | 12   | 0     | Bolton Wanderers     | 2     | 0    | 0          | 0                                          | 0           |
| 14              | Morten Wieghorst   | 25/02/1972    | 11   | 2     | Celtic               | 3     | 0    | 1          | 0                                          | 1           |
| 15              | Stig Tøfting       | 14/08/1969    | 4    | 0     | MSV Duisburg         | 2     | 0    | 2          | 0                                          | 0           |
| 17              | Bjarne Goldbæk     | 06/10/1968    | 11   | 0     | FC Kopenhagen        | 0     | 0    | 0          | 0                                          | 0           |
| 21              | Martin Jørgensen   | 06/10/1975    | 4    | 0     | Udinese              | 5     | 1    | 0          | 0                                          | 0           |
| Aanval          |                    |               |      |       |                      |       |      |            |                                            |             |
| 9               | Miklos Molnar      | 10/04/1970    | 9    | 2     | Real Betis           | 1     | 0    | 0          | 0                                          | 1           |
| 10              | Michael Laudrup    | 15/06/1964    | 99   | 36    | Ajax                 | 5     | 1    | 0          | 0                                          | 0           |
| 11              | Brian Laudrup      | 22/02/1969    | 77   | 19    | Glasgow Rangers      | 5     | 2    | 0          | 0                                          | 0           |
| 18              | Peter Møller       | 23/03/1972    | 12   | 2     | PSV                  | 2     | 1    | 0          | 0                                          | 0           |
| 19              | Ebbe Sand          | 19/07/1972    | 2    | 0     | Brøndby IF           | 5     | 1    | 0          | 0                                          | 0           |
| Bondscoach      |                    |               |      |       |                      |       |      |            |                                            |             |
| Vlag van Zweden | Bo Johansson       | 28/11/1942    |      |       |                      |       |      |            |                                            |             |

## EK-eindronde 2000
- Resultaat: eerste ronde

data corresponderend met situatie voorafgaand aan toernooi
| №               | Naam                | Geboortedatum | Caps | Goals | Club                 | Duels | Goal | Kreeg geel | Kreeg voor de tweede keer geel en dus rood | Weggestuurd |
| Doel            | Doel                | Doel          | Doel | Doel  | Doel                 | Doel  | Doel | Doel       | Doel                                       | Doel        |
| --------------- | ------------------- | ------------- | ---- | ----- | -------------------- | ----- | ---- | ---------- | ------------------------------------------ | ----------- |
| 1               | Peter Schmeichel    | 18/11/1963    | 121  | 1     | Manchester United    | 3     | 0    | 0          | 0                                          | 0           |
| 16              | Thomas Sørensen     | 12/06/1976    | 1    | 0     | Sunderland           | 0     | 0    | 0          | 0                                          | 0           |
| 22              | Peter Kjær          | 05/11/1965    | 0    | 0     | Silkeborg IF         | 0     | 0    | 0          | 0                                          | 0           |
| Verdediging     |                     |               |      |       |                      |       |      |            |                                            |             |
| 2               | Michael Schjønberg  | 19/01/1967    | 41   | 3     | 1. FC Kaiserslautern | 3     | 0    | 1          | 0                                          | 0           |
| 3               | René Henriksen      | 27/08/1969    | 17   | 0     | Panathinaikos        | 3     | 0    | 0          | 0                                          | 0           |
| 4               | Jes Høgh            | 07/05/1966    | 57   | 1     | Chelsea              | 0     | 0    | 0          | 0                                          | 0           |
| 5               | Jan Heintze         | 17/08/1963    | 62   | 2     | PSV                  | 3     | 0    | 0          | 0                                          | 0           |
| 12              | Søren Colding       | 02/09/1972    | 23   | 0     | Brøndby IF           | 3     | 0    | 0          | 0                                          | 0           |
| 13              | Martin Laursen      | 26/07/1977    | 3    | 0     | Derby County         | 1     | 0    | 0          | 0                                          | 0           |
| Middenveld      |                     |               |      |       |                      |       |      |            |                                            |             |
| 6               | Thomas Helveg       | 24/06/1971    | 50   | 2     | AC Milan             | 2     | 0    | 0          | 0                                          | 0           |
| 7               | Allan Nielsen       | 13/03/1971    | 33   | 7     | Tottenham Hotspur    | 2     | 0    | 0          | 0                                          | 0           |
| 10              | Martin Jørgensen    | 06/10/1975    | 23   | 3     | Udinese              | 1     | 0    | 0          | 0                                          | 0           |
| 14              | Brian Steen Nielsen | 18/12/1968    | 50   | 2     | AB Kopenhagen        | 2     | 0    | 1          | 0                                          | 0           |
| 15              | Stig Tøfting        | 14/08/1969    | 19   | 2     | Aarhus GF            | 3     | 0    | 1          | 0                                          | 0           |
| 17              | Bjarne Goldbæk      | 06/10/1968    | 23   | 0     | Fulham               | 1     | 0    | 0          | 0                                          | 0           |
| 19              | Morten Bisgaard     | 26/06/1974    | 3    | 0     | Udinese              | 2     | 0    | 0          | 0                                          | 0           |
| 20              | Thomas Gravesen     | 11/03/1976    | 21   | 5     | Hamburger SV         | 2     | 0    | 0          | 0                                          | 0           |
| Aanval          |                     |               |      |       |                      |       |      |            |                                            |             |
| 8               | Jesper Grønkjær     | 12/08/1977    | 8    | 0     | Ajax                 | 3     | 0    | 1          | 0                                          | 0           |
| 9               | Jon Dahl Tomasson   | 29/08/1976    | 18   | 8     | Feyenoord            | 3     | 0    | 0          | 0                                          | 0           |
| 11              | Ebbe Sand           | 19/07/1972    | 24   | 5     | Schalke 04           | 2     | 0    | 0          | 0                                          | 0           |
| 18              | Miklos Molnar       | 10/04/1970    | 17   | 2     | Kansas City Wizards  | 1     | 0    | 1          | 0                                          | 0           |
| 21              | Mikkel Beck         | 12/05/1973    | 16   | 3     | Derby County         | 2     | 0    | 0          | 0                                          | 0           |
| Bondscoach      |                     |               |      |       |                      |       |      |            |                                            |             |
| Vlag van Zweden | Bo Johansson        | 28/11/1942    |      |       |                      |       |      |            |                                            |             |

## WK-eindronde 2002
- Resultaat: tweede ronde

data corresponderend met situatie voorafgaand aan toernooi
| №                   | Naam                | Geboortedatum | Caps | Goals | Club              | Duels | Goal | Kreeg geel | Kreeg voor de tweede keer geel en dus rood | Weggestuurd |
| Doel                | Doel                | Doel          | Doel | Doel  | Doel              | Doel  | Doel | Doel       | Doel                                       | Doel        |
| ------------------- | ------------------- | ------------- | ---- | ----- | ----------------- | ----- | ---- | ---------- | ------------------------------------------ | ----------- |
| 1                   | Thomas Sørensen     | 12/06/1976    | 15   | 0     | Sunderland        | 4     | 0    | 0          | 0                                          | 0           |
| 16                  | Peter Kjær          | 05/11/1965    | 4    | 0     | Aberdeen          | 0     | 0    | 0          | 0                                          | 0           |
| 16                  | Jesper Christiansen | 24/04/1978    | 0    | 0     | Glasgow Rangers   | 0     | 0    | 0          | 0                                          | 0           |
| Verdediging         |                     |               |      |       |                   |       |      |            |                                            |             |
| 3                   | René Henriksen      | 27/08/1969    | 40   | 0     | Panathinaikos     | 4     | 0    | 0          | 0                                          | 0           |
| 4                   | Martin Laursen      | 26/07/1977    | 16   | 0     | AC Milan          | 4     | 0    | 1          | 0                                          | 0           |
| 5                   | Jan Heintze         | 17/08/1963    | 84   | 4     | PSV               | 2     | 0    | 1          | 0                                          | 0           |
| 6                   | Thomas Helveg       | 24/06/1971    | 68   | 2     | AC Milan          | 4     | 0    | 1          | 0                                          | 0           |
| 12                  | Niclas Jensen       | 17/08/1974    | 8    | 0     | Manchester City   | 3     | 0    | 1          | 0                                          | 0           |
| 13                  | Steven Lustü        | 13/04/1971    | 5    | 0     | Lyn Oslo          | 0     | 0    | 0          | 0                                          | 0           |
| 20                  | Kasper Bøgelund     | 08/10/1980    | 2    | 0     | PSV               | 2     | 0    | 0          | 0                                          | 0           |
| Middenveld          |                     |               |      |       |                   |       |      |            |                                            |             |
| 2                   | Stig Tøfting        | 14/08/1969    | 36   | 2     | Bolton Wanderers  | 4     | 0    | 1          | 0                                          | 0           |
| 7                   | Thomas Gravesen     | 11/03/1976    | 23   | 2     | PEverton          | 4     | 0    | 0          | 0                                          | 0           |
| 10                  | Martin Jørgensen    | 06/10/1975    | 32   | 4     | Udinese           | 3     | 0    | 0          | 0                                          | 0           |
| 14                  | Claus Jensen        | 24/07/1977    | 14   | 1     | Charlton Athletic | 1     | 0    | 0          | 0                                          | 0           |
| 15                  | Jan Michaelsen      | 28/11/1970    | 11   | 1     | Panathinaikos     | 0     | 0    | 0          | 0                                          | 0           |
| 17                  | Christian Poulsen   | 28/02/1980    | 4    | 0     | FC Kopenhagen     | 3     | 0    | 2          | 0                                          | 0           |
| 23                  | Brian Steen Nielsen | 28/12/1968    | 65   | 3     | Malmö FF          | 1     | 0    | 0          | 0                                          | 0           |
| Aanval              |                     |               |      |       |                   |       |      |            |                                            |             |
| 8                   | Jesper Grønkjær     | 12/08/1977    | 26   | 2     | Chelsea           | 4     | 0    | 0          | 0                                          | 0           |
| 9                   | Jon Dahl Tomasson   | 29/08/1976    | 39   | 15    | Feyenoord         | 4     | 4    | 1          | 0                                          | 0           |
| 11                  | Ebbe Sand           | 19/07/1972    | 45   | 18    | Schalke 04        | 3     | 0    | 1          | 0                                          | 0           |
| 18                  | Peter Løvenkrands   | 29/01/1980    | 4    | 0     | Glasgow Rangers   | 1     | 0    | 0          | 0                                          | 0           |
| 19                  | Dennis Rommedahl    | 22/07/1972    | 20   | 6     | PSV               | 4     | 1    | 0          | 0                                          | 0           |
| 21                  | Peter Madsen        | 26/04/1978    | 5    | 0     | Brøndby IF        | 0     | 0    | 0          | 0                                          | 0           |
| Bondscoach          |                     |               |      |       |                   |       |      |            |                                            |             |
| Vlag van Denemarken | Morten Olsen        | 14/08/1949    |      |       |                   |       |      |            |                                            |             |

## EK-eindronde 2004
- Resultaat: kwartfinale

| №                   | Naam              | Geboortedatum | Caps | Goals | Club              | Duels | Goal | Kreeg geel | Kreeg voor de tweede keer geel en dus rood | Weggestuurd |
| Doel                | Doel              | Doel          | Doel | Doel  | Doel              | Doel  | Doel | Doel       | Doel                                       | Doel        |
| ------------------- | ----------------- | ------------- | ---- | ----- | ----------------- | ----- | ---- | ---------- | ------------------------------------------ | ----------- |
| 1                   | Thomas Sørensen   | 12/06/1976    | 36   | 0     | Aston Villa       | 4     | 0    | 0          | 0                                          | 0           |
| 16                  | Peter Skov-Jensen | 09/06/1971    |      |       | FC Midtjylland    | 0     | 0    | 0          | 0                                          | 0           |
| 22                  | Stephan Andersen  | 26/11/1981    |      |       | Akademisk BK      | 0     | 0    | 0          | 0                                          | 0           |
| Verdediging         |                   |               |      |       |                   |       |      |            |                                            |             |
| 2                   | Kasper Bøgelund   | 08/10/1980    |      |       | PSV Eindhoven     | 2     | 0    | 1          | 0                                          | 0           |
| 3                   | René Henriksen    | 27/08/1969    | 62   | 0     | Panathinaikos     | 4     | 0    | 0          | 0                                          | 0           |
| 4                   | Martin Laursen    | 26/07/1977    | 35   | 1     | AC Milan          | 4     | 0    | 0          | 0                                          | 0           |
| 6                   | Thomas Helveg     | 24/06/1971    | 84   | 2     | Inter Milaan      | 4     | 0    | 1          | 0                                          | 0           |
| 13                  | Per Krøldrup      | 31/07/1979    |      |       | Udinese           | 0     | 0    | 0          | 0                                          | 0           |
| 18                  | Brian Priske      | 14/05/1977    | 5    | 0     | KRC Genk          | 1     | 0    | 0          | 0                                          | 0           |
| Middenveld          |                   |               |      |       |                   |       |      |            |                                            |             |
| 5                   | Niclas Jensen     | 17/08/1974    | 30   | 0     | Borussia Dortmund | 3     | 0    | 1          | 0                                          | 0           |
| 7                   | Thomas Gravesen   | 11/03/1976    |      |       | Everton           | 3     | 0    | 1          | 0                                          | 0           |
| 8                   | Jesper Grønkjær   | 12/08/1977    |      |       | Chelsea           | 3     | 1    | 0          | 0                                          | 0           |
| 10                  | Martin Jørgensen  | 06/10/1975    | 49   | 8     | Udinese           | 4     | 0    | 0          | 0                                          | 0           |
| 14                  | Claus Jensen      | 29/04/1977    | 30   | 5     | Charlton Athletic | 3     | 0    | 0          | 0                                          | 0           |
| 15                  | Daniel Jensen     | 25/06/1979    | 7    | 0     | Real Murcia       | 3     | 0    | 0          | 0                                          | 0           |
| 17                  | Christian Poulsen | 28/02/1980    | 18   | 0     | FC Schalke 04     | 3     | 0    | 1          | 0                                          | 0           |
| 23                  | Thomas Kahlenberg | 20/03/1983    |      |       | Brøndby IF        | 0     | 0    | 0          | 0                                          | 0           |
| Aanval              |                   |               |      |       |                   |       |      |            |                                            |             |
| 9                   | Jon Dahl Tomasson | 29/08/1976    | 60   | 28    | AC Milan          | 4     | 3    | 1          | 0                                          | 0           |
| 11                  | Ebbe Sand         | 19/07/1972    | 63   | 22    | Schalke 04        | 3     | 0    | 1          | 0                                          | 0           |
| 12                  | Peter Løvenkrands | 29/01/1980    |      |       | Glasgow Rangers   | 1     | 0    | 0          | 0                                          | 0           |
| 19                  | Dennis Rommedahl  | 22/07/1978    | 41   | 9     | PSV Eindhoven     | 4     | 0    | 0          | 0                                          | 0           |
| 20                  | Kenneth Pérez     | 29/08/1974    | 6    | 1     | AZ Alkmaar        | 1     | 0    | 0          | 0                                          | 0           |
| 21                  | Peter Madsen      | 26/04/1978    |      |       | VfL Bochum        | 1     | 0    | 0          | 0                                          | 0           |
| Bondscoach          |                   |               |      |       |                   |       |      |            |                                            |             |
| Vlag van Denemarken | Morten Olsen      | 14/08/1949    |      |       |                   |       |      |            |                                            |             |

## EK-eindronde 2006 (U21)
- Resultaat: eerste ronde

data corresponderend met situatie voorafgaand aan toernooi
| №                   | Naam                  | Geboortedatum | Caps | Goals | Club            | Duels | Goal | Kreeg geel | Kreeg voor de tweede keer geel en dus rood | Weggestuurd |
| Doel                | Doel                  | Doel          | Doel | Doel  | Doel            | Doel  | Doel | Doel       | Doel                                       | Doel        |
| ------------------- | --------------------- | ------------- | ---- | ----- | --------------- | ----- | ---- | ---------- | ------------------------------------------ | ----------- |
| 1                   | Kevin Stuhr Ellegaard | 23/05/1983    |      |       | Hertha BSC      | 3     | 0    | 0          | 0                                          | 0           |
| 16                  | Theis Rasmussen       | 12/07/1984    |      |       | Vejle BK        | 0     | 0    | 0          | 0                                          | 0           |
| 22                  | Jesper Hansen         | 31/03/1985    |      |       | FC Nordsjælland | 0     | 0    | 0          | 0                                          | 0           |
| Verdediging         |                       |               |      |       |                 |       |      |            |                                            |             |
| 2                   | Michael Jakobsen      | 02/01/1986    |      |       | Aalborg BK      | 3     | 0    | 0          | 0                                          | 0           |
| 3                   | Leon Andreasen        | 23/04/1983    |      |       | Werder Bremen   | 3     | 1    | 2          | 0                                          | 0           |
| 4                   | Daniel Agger          | 12/12/1984    |      |       | Liverpool       | 3     | 0    | 1          | 0                                          | 0           |
| 5                   | Martin Pedersen       | 09/10/1983    |      |       | SønderjyskE     | 1     | 0    | 0          | 0                                          | 0           |
| 14                  | Henrik Kildentoft     | 18/03/1985    |      |       | Brøndby IF      | 1     | 0    | 0          | 0                                          | 0           |
| 15                  | Frank Hansen          | 23/02/1983    |      |       | Esbjerg fB      | 0     | 0    | 0          | 0                                          | 0           |
| 17                  | Jonas Troest          | 04/03/1985    |      |       | Hannover 96     | 3     | 0    | 1          | 0                                          | 0           |
| 20                  | Simon Poulsen         | 07/10/1984    |      |       | FC Midtjylland  | 1     | 0    | 0          | 0                                          | 0           |
| Middenveld          |                       |               |      |       |                 |       |      |            |                                            |             |
| 6                   | Rasmus Würtz          | 18/09/1983    |      |       | Aalborg BK      | 3     | 1    | 1          | 0                                          | 0           |
| 7                   | Martin Bergvold       | 20/02/1984    |      |       | FC København    | 3     | 0    | 0          | 0                                          | 0           |
| 8                   | Jacob Sørensen        | 12/02/1983    |      |       | SønderjyskE     | 3     | 0    | 0          | 0                                          | 0           |
| 9                   | Jonas Kamper          | 03/05/1983    |      |       | Brøndby IF      | 3     | 0    | 0          | 0                                          | 0           |
| 10                  | Thomas Kahlenberg     | 20/03/1983    |      |       | AJ Auxerre      | 3     | 3    | 1          | 0                                          | 0           |
| 12                  | Jakob Poulsen         | 07/07/1983    |      |       | sc Heerenveen   | 0     | 0    | 0          | 0                                          | 0           |
| 13                  | Niki Zimling          | 19/04/1985    |      |       | Esbjerg fB      | 0     | 0    | 0          | 0                                          | 0           |
| 18                  | Mikkel Thygesen       | 22/10/1984    |      |       | FC Midtjylland  | 0     | 0    | 0          | 0                                          | 0           |
| Aanval              |                       |               |      |       |                 |       |      |            |                                            |             |
| 11                  | Morten Rasmussen      | 31/01/1985    |      |       | Brøndby IF      | 3     | 0    | 1          | 0                                          | 0           |
| 19                  | Johan Absalonsen      | 16/09/1985    |      |       | Brøndby IF      | 1     | 0    | 0          | 0                                          | 0           |
| 21                  | Nicklas Bendtner      | 16/01/1988    |      |       | Arsenal         | 3     | 0    | 0          | 0                                          | 0           |
| Bondscoach          |                       |               |      |       |                 |       |      |            |                                            |             |
| Vlag van Denemarken | Flemming Serritslev   | 18/02/1947    |      |       |                 |       |      |            |                                            |             |

## WK-eindronde 2010
- Resultaat: eerste ronde

data corresponderend met situatie voorafgaand aan toernooi
| №                   | Naam                | Geboortedatum | Caps | Goals | Club             | Duels | Goal | Kreeg geel | Kreeg voor de tweede keer geel en dus rood | Weggestuurd |
| Doel                | Doel                | Doel          | Doel | Doel  | Doel             | Doel  | Doel | Doel       | Doel                                       | Doel        |
| ------------------- | ------------------- | ------------- | ---- | ----- | ---------------- | ----- | ---- | ---------- | ------------------------------------------ | ----------- |
| 1                   | Thomas Sørensen     | 12/06/1976    |      |       | Stoke City       | 3     | 0    | 1          | 0                                          | 0           |
| 16                  | Stephan Andersen    | 26/11/1981    |      |       | Brøndby          | 0     | 0    | 0          | 0                                          | 0           |
| 22                  | Jesper Christiansen | 24/04/1978    |      |       | FC Kopenhagen    | 0     | 0    | 0          | 0                                          | 0           |
| Verdediging         |                     |               |      |       |                  |       |      |            |                                            |             |
| 3                   | Simon Kjær          | 26/03/1989    |      |       | Palermo          | 2     | 0    | 2          | 0                                          | 0           |
| 4                   | Daniel Agger        | 12/12/1984    |      |       | Liverpool        | 3     | 0    | 0          | 0                                          | 0           |
| 5                   | William Kvist       | 24/02/1985    |      |       | FC Kopenhagen    | 0     | 0    | 0          | 0                                          | 0           |
| 6                   | Lars Jacobsen       | 20/09/1979    |      |       | Blackburn Rovers | 3     | 0    | 0          | 0                                          | 0           |
| 13                  | Per Krøldrup        | 31/07/1979    |      |       | Fiorentina       | 1     | 0    | 1          | 0                                          | 0           |
| 15                  | Simon Poulsen       | 07/10/1984    |      |       | AZ               | 3     | 0    | 0          | 0                                          | 0           |
| 23                  | Patrick Mtiliga     | 28/01/1981    |      |       | Málaga           | 0     | 0    | 0          | 0                                          | 0           |
| Middenveld          |                     |               |      |       |                  |       |      |            |                                            |             |
| 2                   | Christian Poulsen   | 28/02/1980    |      |       | Juventus         | 2     | 0    | 1          | 0                                          | 0           |
| 7                   | Daniel Jensen       | 25/06/1979    |      |       | Werder Bremen    | 1     | 0    | 0          | 0                                          | 0           |
| 8                   | Jesper Grønkjær     | 12/08/1977    |      |       | FC Kopenhagen    | 2     | 0    | 0          | 0                                          | 0           |
| 10                  | Martin Jørgensen    | 06/10/1975    |      |       | Aarhus           | 3     | 0    | 0          | 0                                          | 0           |
| 12                  | Thomas Kahlenberg   | 20/03/1983    |      |       | VfL Wolfsburg    | 3     | 0    | 0          | 0                                          | 0           |
| 14                  | Jakob Poulsen       | 07/07/1983    |      |       | Aarhus           | 1     | 0    | 0          | 0                                          | 0           |
| 17                  | Mikkel Beckmann     | 24/10/1983    |      |       | Randers          | 1     | 0    | 0          | 0                                          | 0           |
| 20                  | Thomas Enevoldsen   | 27/07/1987    |      |       | FC Groningen     | 1     | 0    | 0          | 0                                          | 0           |
| 21                  | Christian Eriksen   | 14/02/1992    |      |       | Ajax             | 2     | 0    | 0          | 0                                          | 0           |
| Aanval              |                     |               |      |       |                  |       |      |            |                                            |             |
| 9                   | Jon Dahl Tomasson   | 29/08/1976    |      |       | Feyenoord        | 2     | 1    | 0          | 0                                          | 0           |
| 11                  | Nicklas Bendtner    | 16/01/1988    |      |       | Arsenal          | 3     | 1    | 1          | 0                                          | 0           |
| 18                  | Søren Larsen        | 06/09/1981    |      |       | MSV Duisburg     | 1     | 0    | 0          | 0                                          | 0           |
| 19                  | Dennis Rommedahl    | 22/07/1978    |      |       | Ajax             | 3     | 1    | 0          | 0                                          | 0           |
| Bondscoach          |                     |               |      |       |                  |       |      |            |                                            |             |
| Vlag van Denemarken | Morten Olsen        | 14/08/1949    |      |       |                  |       |      |            |                                            |             |

## EK-eindronde 2011 (U21)
- Resultaat: eerste ronde

data corresponderend met situatie voorafgaand aan toernooi
| №                   | Naam                | Geboortedatum | Caps | Goals | Club             | Duels | Goal | Kreeg geel | Kreeg voor de tweede keer geel en dus rood | Weggestuurd |
| Doel                | Doel                | Doel          | Doel | Doel  | Doel             | Doel  | Doel | Doel       | Doel                                       | Doel        |
| ------------------- | ------------------- | ------------- | ---- | ----- | ---------------- | ----- | ---- | ---------- | ------------------------------------------ | ----------- |
| 1                   | Jonas Lössl         | 01/02/1989    |      |       | FC Midtjylland   | 0     | 0    | 0          | 0                                          | 0           |
| 16                  | Mikkel Andersen     | 17/12/1988    |      |       | Reading          | 3     | 0    | 0          | 0                                          | 0           |
| 23                  | Nicklas Højlund     | 06/03/1990    |      |       | Lyngby BK        | 0     | 0    | 0          | 0                                          | 0           |
| Verdediging         |                     |               |      |       |                  |       |      |            |                                            |             |
| 2                   | Anders Randrup      | 16/07/1988    |      |       | Brøndby IF       | 0     | 0    | 0          | 0                                          | 0           |
| 3                   | Mathias Jørgensen   | 23/04/1990    |      |       | FC København     | 3     | 0    | 0          | 0                                          | 0           |
| 4                   | Andreas Bjelland    | 11/07/1988    |      |       | FC Nordsjælland  | 3     | 0    | 0          | 0                                          | 0           |
| 5                   | Nicolai Boilesen    | 16/02/1992    |      |       | AFC Ajax         | 3     | 0    | 0          | 0                                          | 0           |
| 7                   | Daniel Wass         | 31/05/1989    |      |       | Brøndby IF       | 3     | 0    | 0          | 0                                          | 0           |
| 13                  | Lasse Nielsen       | 08/01/1988    |      |       | Aalborg BK       | 0     | 0    | 0          | 0                                          | 0           |
| 15                  | Jesper Juelsgård    | 26/01/1989    |      |       | FC Midtjylland   | 1     | 0    | 0          | 0                                          | 0           |
| 19                  | Frederik Sørensen   | 14/04/1992    |      |       | Juventus         | 0     | 0    | 0          | 0                                          | 0           |
| Middenveld          |                     |               |      |       |                  |       |      |            |                                            |             |
| 6                   | Mads Albæk          | 14/01/1990    |      |       | FC Midtjylland   | 1     | 0    | 1          | 0                                          | 0           |
| 8                   | Mike Jensen         | 19/02/1988    |      |       | Brøndby IF       | 3     | 0    | 1          | 0                                          | 0           |
| 10                  | Christian Eriksen   | 14/02/1992    |      |       | AFC Ajax         | 3     | 1    | 0          | 0                                          | 0           |
| 12                  | Mads Fenger         | 10/09/1990    |      |       | Randers FC       | 3     | 0    | 0          | 0                                          | 0           |
| 17                  | Thomas Delaney      | 03/09/1991    |      |       | FC København     | 0     | 0    | 0          | 0                                          | 0           |
| 18                  | Kasper Povlsen      | 26/09/1989    |      |       | Aarhus GF        | 3     | 0    | 0          | 0                                          | 0           |
| 20                  | Matti Lund Nielsen  | 08/05/1988    |      |       | FC Nordsjælland  | 0     | 0    | 0          | 0                                          | 0           |
| 22                  | Bashkim Kadrii      | 09/07/1991    |      |       | Odense BK        | 3     | 1    | 0          | 0                                          | 0           |
| Aanval              |                     |               |      |       |                  |       |      |            |                                            |             |
| 9                   | Nicolai Jørgensen   | 15/01/1991    |      |       | Bayer Leverkusen | 3     | 1    | 1          | 0                                          | 0           |
| 11                  | Nicolaj Agger       | 23/10/1988    |      |       | Brøndby IF       | 1     | 0    | 0          | 0                                          | 0           |
| 14                  | Nicki Bille Nielsen | 07/02/1988    |      |       | Villarreal CF    | 3     | 0    | 1          | 0                                          | 0           |
| 21                  | Henrik Dalsgaard    | 27/07/1989    |      |       | Aalborg BK       | 3     | 0    | 0          | 0                                          | 0           |
| Bondscoach          |                     |               |      |       |                  |       |      |            |                                            |             |
| Vlag van Denemarken | Keld Bordinggaard   | 23/11/1962    |      |       |                  |       |      |            |                                            |             |

## EK-eindronde 2012
data corresponderend met situatie voorafgaand aan toernooi
| №                   | Naam                | Geboortedatum | Caps | Goals | Club                  | Duels | Goal | Kreeg geel | Kreeg voor de tweede keer geel en dus rood | Weggestuurd |
| Doel                | Doel                | Doel          | Doel | Doel  | Doel                  | Doel  | Doel | Doel       | Doel                                       | Doel        |
| ------------------- | ------------------- | ------------- | ---- | ----- | --------------------- | ----- | ---- | ---------- | ------------------------------------------ | ----------- |
| 1                   | Stephan Andersen    | 26/11/1981    |      |       | Évian Thonon Gaillard | 3     | 0    | 0          | 0                                          | 0           |
| 16                  | Anders Lindegaard   | 13/04/1984    |      |       | Manchester United     | 0     | 0    | 0          | 0                                          | 0           |
| 22                  | Kasper Schmeichel   | 05/11/1986    |      |       | Leicester City        | 0     | 0    | 0          | 0                                          | 0           |
| Verdediging         |                     |               |      |       |                       |       |      |            |                                            |             |
| 3                   | Simon Kjær          | 26/03/1989    |      |       | AS Roma               | 3     | 0    | 0          | 0                                          | 0           |
| 4                   | Daniel Agger        | 12/12/1984    |      |       | Liverpool             | 3     | 0    | 0          | 0                                          | 0           |
| 5                   | Simon Poulsen       | 07/10/1984    |      |       | AZ                    | 3     | 0    | 0          | 0                                          | 0           |
| 6                   | Lars Jacobsen       | 20/09/1979    |      |       | FC Kopenhagen         | 3     | 0    | 1          | 0                                          | 0           |
| 12                  | Andreas Bjelland    | 11/07/1988    |      |       | FC Nordsjælland       | 0     | 0    | 0          | 0                                          | 0           |
| 13                  | Jores Okore         | 11/08/1992    |      |       | FC Nordsjælland       | 0     | 0    | 0          | 0                                          | 0           |
| 18                  | Daniel Wass         | 31/05/1989    |      |       | Évian Thonon Gaillard | 0     | 0    | 0          | 0                                          | 0           |
| Middenveld          |                     |               |      |       |                       |       |      |            |                                            |             |
| 2                   | Christian Poulsen   | 28/02/1980    |      |       | Évian Thonon Gaillard | 1     | 0    | 0          | 0                                          | 0           |
| 7                   | William Kvist       | 24/02/1985    |      |       | VfB Stuttgart         | 3     | 0    | 1          | 0                                          | 0           |
| 8                   | Christian Eriksen   | 14/02/1992    |      |       | Ajax                  | 3     | 0    | 0          | 0                                          | 0           |
| 14                  | Lasse Schöne        | 27/05/1986    |      |       | NEC Nijmegen          | 2     | 0    | 0          | 0                                          | 0           |
| 15                  | Michael Silberbauer | 07/07/1981    |      |       | BSC Young Boys        | 0     | 0    | 0          | 0                                          | 0           |
| 19                  | Jakob Poulsen       | 07/07/1983    |      |       | FC Midtjylland        | 2     | 0    | 1          | 0                                          | 0           |
| 20                  | Thomas Kahlenberg   | 20/03/1983    |      |       | Évian Thonon Gaillard | 0     | 0    | 0          | 0                                          | 0           |
| 21                  | Niki Zimling        | 19/04/1985    |      |       | Club Brugge           | 3     | 0    | 0          | 0                                          | 0           |
| Aanval              |                     |               |      |       |                       |       |      |            |                                            |             |
| 9                   | Michael Krohn-Dehli | 06/06/1983    |      |       | Brøndby IF            | 3     | 2    | 0          | 0                                          | 0           |
| 10                  | Dennis Rommedahl    | 22/07/1978    |      |       | Brøndby IF            | 2     | 0    | 0          | 0                                          | 0           |
| 11                  | Nicklas Bendtner    | 16/01/1988    |      |       | Sunderland            | 3     | 0    | 2          | 0                                          | 0           |
| 17                  | Nicklas Pedersen    | 10/10/1987    |      |       | FC Groningen          | 0     | 0    | 0          | 0                                          | 0           |
| 23                  | Tobias Mikkelsen    | 18/09/1986    |      |       | FC Nordsjælland       | 3     | 0    | 0          | 0                                          | 0           |
| Bondscoach          |                     |               |      |       |                       |       |      |            |                                            |             |
| Vlag van Denemarken | Morten Olsen        | 14/08/ 1949   |      |       |                       |       |      |            |                                            |             |

DBU · A-internationals · Selecties · Bondscoaches · Deens vrouwenelftal · Olympisch elftal · Denemarken U21 · Denemarken U20 · Denemarken U19 · Denemarken U18 · Denemarken U17 · Denemarken U16 · Vrouwen U17
1908 – 1919 ·
1920 – 1929 ·
1930 – 1939 ·
1940 – 1949 ·
1950 – 1959 ·
1960 – 1969 ·
1970 – 1979 ·
1980 – 1989 ·
1990 – 1999 ·
2000 – 2009 ·
2010 – 2019 ·
2020 − 2029
EK's: 1964 · 
1984 · 
1988 · 
1992 · 
1996 · 
2000 · 
2004 · 
2012 · 
2020 · 
2024
WK's: 1986 · 
1998 · 
2002 · 
2010 · 
2018 · 
2022
OS: 1908 · 
1912 · 
1920 · 
1948 · 
1952 · 
1960 · 
1972 · 
1992 · 
2016
1908 · 
1909 · 
1910 · 
1911 · 
1912 · 
1913 · 
1914 · 
1915 · 
1916 · 
1917 · 
1918 · 
1919 · 
1920 · 
1921 · 
1922 · 
1923 · 
1924 · 
1925 · 
1926 · 
1927 · 
1928 · 
1929 · 
1930 · 
1931 · 
1932 · 
1933 · 
1934 · 
1935 · 
1936 · 
1937 · 
1938 · 
1939 · 
1940 · 
1941 · 
1942 · 
1943 · 
1944 · 
1946 · 
1947 · 
1948 · 
1949 · 
1950 · 
1952 · 
1952 · 
1953 · 
1954 · 
1955 · 
1956 · 
1957 · 
1958 · 
1959 · 
1960 · 
1961 · 
1962 · 
1963 · 
1964 · 
1965 · 
1966 · 
1967 · 
1968 · 
1969 · 
1970 · 
1971 · 
1972 · 
1973 · 
1974 · 
1975 · 
1976 · 
1977 · 
1978 · 
1979 · 
1980 · 
1981 · 
1982 · 
1983 · 
1984 · 
1985 · 
1986 · 
1987 · 
1988 · 
1989 · 
1990 ·
1991 · 
1992 · 
1993 · 
1994 · 
1995 · 
1996 · 
1997 · 
1998 · 
1999 · 
2000 · 
2001 · 
2002 · 
2003 · 
2004 · 
2005 · 
2006 · 
2007 · 
2008 · 
2009 · 
2010 · 
2011 · 
2012 · 
2013 · 
2014 · 
2015 · 
2016 · 
2017 · 
2018 ·
2019 ·
2020 ·
2021 ·
2022 ·
2023
Albanië ·
Algerije ·
Argentinië ·
Armenië ·
Australië ·
België ·
Bermuda ·
Bosnië en Herzegovina · 
Brazilië ·
Bulgarije ·
Canada ·
Chili ·
Cyprus ·
DDR ·
Duitsland ·
Ecuador ·
Egypte ·
Engeland ·
Estland ·
Faeröer · 
Finland · 
Frankrijk ·
Gambia ·
Georgië ·
Ghana ·
Gibraltar ·
GOS ·
Griekenland ·
Honduras ·
Hongarije ·
Hongkong ·
Ierland ·
IJsland ·
Indonesië ·
Iran ·
Israël ·
Italië ·
Japan ·
Joegoslavië ·
Kameroen ·
Kazachstan ·
Kosovo · 
Kroatië · 
Letland ·
Liechtenstein ·
Litouwen ·
Luxemburg ·
Malta ·
Marokko ·
Mexico ·
Moldavië · 
Montenegro · 
Nederland ·
Nederlandse Antillen ·
Nigeria ·
Noord-Ierland ·
Noord-Macedonië ·
Noorwegen ·
Oekraïne ·
Oostenrijk ·
Panama ·
Paraguay ·
Peru ·
Polen ·
Portugal ·
Roemenië ·
Rusland ·
San Marino ·
Saoedi-Arabië ·
Schotland ·
Senegal ·
Servië ·
Singapore ·
Slovenië ·
Slowakije ·
Sovjet-Unie ·
Spanje ·
Suriname ·
Thailand ·
Togo · 
Tsjechië ·
Tsjecho-Slowakije ·
Tunesië · 
Turkije · 
Uruguay ·
Verenigde Arabische Emiraten ·
Verenigde Staten ·
Wales ·
Wit-Rusland ·
Zuid-Afrika ·
Zuid-Korea ·
Zweden ·
Zwitserland
Argentinië (1995) · 
Australië (2018) ·
Australië (2022) · 
België (2021) · 
Duitsland (1992) · 
Duitsland (2012) · 
Engeland (2021) · 
Finland (2021) · 
Frankrijk (2002) · 
Frankrijk (2018) · 
Japan (2010) · 
Kameroen (2010) · 
Kroatië (2018) · 
Nederland (2010) · 
Nederland (2012) · 
Peru (2018) · 
Portugal (2012) · 
Rusland (2021) · 
Senegal (2002) · 
Tsjechië (2021) · 
Uruguay (2002) · 
Wales (2021)